# Кастел Капуано
Кастàл Капуàно (на италиански: Castel Capuano), издигнат през 1160 г. по волята на Вилхелм I Злия, е вторият след Кастел дел Ово крепостен замък, построен в Неапол, Италия. Името си дължи на факта, че се намира близо до Порта Капуана, която се отваря към пътя, водещ към древна Капуа.
Разкопките, извършени през XIX век, показват, че замъкът е построен в района на старинно гробище от V век пр.н.е, за което свидетелстват многобройните намерени гробници и погребални предмети, изработени от керамика, бронз и стъкло.

## История

### Произход
Строежът на замъка започва в средата на XII век по заповед на краля на Сицилия Вилхелм I Злия, син на Роже II Сицилиански, и е завършен през 1160 г. от архитект Буоно. Въпреки че е построен с цел военен гарнизон, здравите добре укрепени стени и позицията на замъка дават възможност да се обособи и кралска резиденция за норманските крале.
През 1231 г., по инициатива на Фридрих II, се извършва преобразяване на замъка, който запазвайки своите незаменими укрепления, е направен по-гостоприемен и по-подходящ за достойнството му като кралска резиденция.

### Период на Анжуйската династия
Неапол става част от Сицилианското кралство на френската Анжуйска династия след победата на Шарл I Анжуйски над Манфред през 1266 г. в Беневенто. В Неапол през 1279 г. Шарл I Анжуйски започва изграждането на нова крепост –  Кастел Нуово, която да изпълнява функцията на кралска резиденция. 
Кастел Капуано продължава да е домакин на някои членове на кралското семейство, както на служители и други почетни гости като Франческо Петрарка, който отсяда в замъка през 1370 г. като легат на папа Климент VI.
По време на управлението на Джована I Анжуйска (1343 – 1382) замъкът е подложен на нови реставрации, наложени от последиците от опустошително ограбване и разрушения, причинени от войската на Лайош I Велики. Докато остава на заден план в сравнение с величественото седалище на кралския двор във внушителния Кастел Нуово, Кастел Капуано е място на много важни събития, като например пищната сватба на Шарл III Анжуйски. Ладислав Анжуйски крал на Неапол от 1386 до 1414 г., избира Кастел Капуано за своя кралска резиденция, докато сестра му Джована II Анжуйска, кралица на Неапол от 1414 до 1435 г., се барикадира в замъка, докато Алфонсо V Арагонски не превземе Кастел Нуово, а не след дълго и Кастел Капуано. Кралицата бяга с любовника си в Аверса, за да се завърне отново в Неапол през 1424 г., и управлява кралството до смъртта си през 1435 г.

### От кралска резиденция до съдебна палата
При управлението на Арагонските крале, Кастел Капуано играе незначителна роля, претърпява от време на време известно преструктуриране на вътрешните помещения и леки външни ремонти.
През 1517 г. в замъка се отпразнува сватбата на Бона Сфорца с полския крал Зигмунт I Стари. През 1535 г. там отсяда Карл V, който на следващата година дарява замъка на един от своите рицари – Филип Лано, принц на Сулмона. Принцът се жени за Изабела Колона, която украсява и променя вътрешния вид на замъка.
През 1537 г. Дон Педро де Толедо – испански вицекрал на Неапол, решава да събере в замъка всички съдилища, разпръснати из целия град: Свещеният кралски колеж, Кралската камара, Големия граждански и наказателен съд на Викариата и Монетния двор. За целта архитектите Фердинандо Манлио и Джовани Бенинказа реконструират замъка за новата му функция, като всички типично военни структури са елиминирани и вътрешните му пространства са модифицирани, докато мазето е използвано като затвор, оборудван със стаи за мъчения.

### Трансформации и реставрации
В дългата си история Кастел Капуано претърпява множество трансформации и реставрации, които дълбоко променят първичния вид на замъка. Още при Фридрих II външните стени са преработени, като на мястото на фалшивите прозорци на главната фасада са поставени истински. По време на управлението на Алфонсо V Арагонски някои от залите са украсени със стенописи. През 1608 г. Белизарио Коренцио рисува цикъл от стенописи, част от които може да се види само в две зали. През 1752 г., през периода на Бурбоните, са рисувани нови стенописи, а целият замък е преустроен през 1857 – 1858 г., губейки всички следи от древния си вид.

## Архитектура

### Фасада
Над главния портал на Кастел Капуано има плоча, отбелязваща победата на Карл V в Тунис и датата, на която замъкът става седалище на Съда. Над портала се вижда голям двуглав орел, герба на кралския дом на Испания, дело на Сангало, и колони на Херкулес, свързани с мотото Plus ultra. На по-високо ниво доминира гербът на Савойската династия, поставен след Обединението на Италия, за да замести този на Бурбоните. Часовникът на фасадата датира от 1858 г.
След портала се влиза в двор, заобиколен от портик, поддържан от колони в Дорийски стил. Това пространство представлява ядрото на замъка. Тук се събират адвокати, съдии, обвиняеми, свидетели и тълпите граждани, присъстващи просто от любопитство. Оттук започват стълбите, водещи към вътрешността на замъка.
В задната част на замъка има фонтан, известен като фонтанът „Формиело“. Построен през 1490 г. като корито за коне, той е възстановен през 1583 г. от Микеле де Гуидо. Фонтанът е наречен така, защото се захранва от водите на едноименния акведукт.

### Интериор
Сред вътрешните помещения на Кастел Капуано една от най-интересните със сигурност е Залата на Апелативния съд, със стенописи на Антонио Качапуото и на други художници, рисувани в края на XVIII век. Цикълът изобразява алегории на провинциите на кралството.
Залата с бюстове, разположена на първия етаж, съхранява мраморните бюстове на най-известните адвокати от съда в Неапол. Преди това е залата, където са били провеждани публичните изслушвания на Камарата.
Залата, в която сега се помещава библиотеката, е била седалището на Големия съвет по време на управлението на Арагонските крале, а след това аудитория на Големия наказателен съд по време на Бурбоните, в която са съдени патриотите, участвали в революцията от 1848 г. срещу Фердинанд II. Библиотеката, преместена тук от съседни стаи, е открита на 19 юли 1896 г. и побира около 80 000 тома, включително много редки произведения от XVI, XVII и XVIII век, които заедно съставляват т. нар. „Античен фонд“.

## Виж също
- Кастел дел Ово
- Кастел Нуово
- Кастел Сант Елмо
- Неапол
- Неаполитанско кралство
- Кралство на двете Сицилии